# Urgleptes pusillus
Urgleptes pusillus là một loài bọ cánh cứng trong họ Cerambycidae.